# アナザー・パート・オブ・ミー
「アナザー・パート・オブ・ミー」 (原題:Another Part Of Me) はマイケル・ジャクソンの楽曲。アルバム『バッド』に収録され、『バッド』からの第6弾シングルカットとして発売された。

## 解説
「I Just Can't Stop Loving You」から「Dirty Diana」まで『Bad』からのシングルカットはビルボードチャート連続1位を保ってきたが「Another Part Of Me」が11位となったことで記録が途絶えた。また「Don't Stop 'Til You Get Enough」から続いていた連続トップ10入りも途絶えてしまった。それでも前人未到の同一アルバムから5曲連続の1位獲得は偉業である。
元々1986年公開のディズニーランドのアトラクション、『キャプテンEO』に向けて制作された曲で『Bad』への収録予定はなかったが最終選考の際「Streetwalker」と天秤にかけられマイケルが踊り出したこちらの楽曲が採用された。
なお、『The Essential Michael Jackson』収録のシングル・バージョンと、『Bad』収録のアルバム・バージョンとでは、『The Essential Michael Jackson』収録バージョンの方が半音高く、テンポが速いことが聞き比べて確認できる。

## ショートフィルム
ショートフィルムは『Bad World Tour』の映像。ライヴ映像をショートフィルム化にした例に「Will You Be There」があるが音源までライヴ中のものが使われているのは今作のみである。
ショートフィルムの映像のマイクをみると黒のマイクとシルバーのマイクが確認出来る為、複数の公演のダイジェスト映像だと考えられる。さらに、シルバーのマイクでもマイクを持っている手がいきなり左右逆になったりマイケルの髪が微妙にだが瞬時に変わっていたりするなど、少なくとも3つの公演の映像をミックスしていると推測できる。
音源は1988年7月15日のウェンブリー公演のものが使用されている。

## 収録曲
- 7" シングル

1. "Another Part of Me" (single mix) – 3:46
2. "Another Part of Me" (instrumental) – 3:46

- 12" シングル / ピクチャー・ディスク (CDマキシ)

1. "Another Part of Me" (extended dance mix) – 6:18
2. "Another Part of Me" (radio edit) – 4:24
3. "Another Part of Me" (dub mix) – 3:51
4. "Another Part of Me" (a cappella) – 4:01

- プロモCDシングル（アメリカ）

1. "Another Part of Me" (single mix)
2. "Another Part of Me" (extended dance mix)
3. "Another Part of Me" (radio edit)
4. "Another Part of Me" (dub mix)
5. "Another Part of Me" (a cappella)

## チャート
| チャート (1988)                                | 最高 順位 |
| ---------------------------------------------- | --------- |
| オーストラリア (ARIA)                          | 44        |
| オーストリア (Ö3 Austria Top 40)               | 20        |
| ベルギー (Ultratop 50 Flanders)                | 3         |
| ベルギー (トップ40 Flanders)                   | 3         |
| カナダ トップシングルス (RPM)                  | 28        |
| カナダ ダンス/アーバン (RPM)                   | 10        |
| ヨーロッパ (Eurochart Hot 100)                 | 17        |
| フィンランド (スオメン・ヴィラリネン・リスタ)  | 3         |
| フランス (SNEP)                                | 32        |
| アイルランド (IRMA)                            | 5         |
| オランダ (Dutch Top 40)                        | 10        |
| オランダ (Single Top 100)                      | 8         |
| ニュージーランド (Recorded Music NZ)           | 14        |
| スイス (Schweizer Hitparade)                   | 5         |
| UK シングルス (OCC)                            | 15        |
| アメリカ Billboard Hot 100                     | 11        |
| アメリカ Hot Dance Club Play (Billboard)       | 18        |
| アメリカ Hot Black Singles (Billboard)         | 1         |
| アメリカ キャッシュボックス Top100             | 12        |
| アメリカ Radio & Records CHR/Pop Airplay Chart | 10        |
| 西ドイツ (GfK Entertainment charts)            | 10        |

| チャート (2009)           | 最高 順位 |
| ------------------------- | --------- |
| オランダ (Single Top 100) | 94        |

| チャート (1988)                 | 順位 |
| ------------------------------- | ---- |
| ベルギー (Ultratop 50 Flanders) | 50   |